# Garafía
Garafía – gmina w Hiszpanii, w prowincji Santa Cruz de Tenerife, we wspólnocie autonomicznej Wysp Kanaryjskich, o powierzchni 103 km². W 2011 roku gmina liczyła 1654 mieszkańców.